# Jane Welch
Jane Welch (* 1964 in Repton, Derbyshire) ist eine britische Fantasyautorin.
Nach der Schule arbeitete sie für kurze Zeit in einer Bücherei um danach für 5 Jahre als Skilehrerin nach Soldeu (Andorra) in die Pyrenäen zu gehen. Dort vollendete sie auch ihr erstes Buch. Heute lebt Jane Welch in Somerset. Sie ist verheiratet und hat zwei Kinder.

## Werke
Neben einigen Kurzgeschichten stammen von Jane Welch drei aufeinander aufbauende Trilogien. Hierbei spielt die zweite Trilogie etwa 3 Jahre nach der ersten. Die dritte Trilogie spielt weitere 15 Jahre später und handelt nun auch von den Kindern der bekannten Protagonisten. Ins Deutsche wurden bisher nur die ersten beiden Trilogien übersetzt, wobei jeweils ein Original in zwei Bücher geteilt wurde. Die resultierenden 12 Bücher werden als Runenzauber zusammengefasst.
| Runespell Trilogy 1. The Runes of War (1995) ISBN 0-00-648025-X 2. The Lost Runes (1996) ISBN 0-00-648200-7 3. The Runes of Sorcery (1997) ISBN 0-00-648201-5 The Book of Önd 1. The Lament of Abalone (1998) ISBN 0-671-01787-X 2. The Bard of Castaguard (1999) ISBN 0-671-03391-3 3. The Lord of Necrond (2000) ISBN 0-671-77346-1 The Book of Man 1. Dawn of a Dark Age (2001) ISBN 0-00-711249-1 2. The Broken Chalice (2002) ISBN 0-00-711250-5 3. The Allegiance of Man (2003) ISBN 0-671-77346-1 | Übersetzungen: Runenzauber 1. Die Drachenfestung ISBN 3-426-70133-2 2. Das Auge des Druiden ISBN 3-426-70134-0 3. Die Nebel von Farona ISBN 3-426-70135-9 4. Der Drachenstein ISBN 3-426-70136-7 5. Das Schwert der Morrigwen ISBN 3-426-70137-5 6. Der See der Tränen ISBN 3-426-70138-3 7. Der Kreis von Abalone ISBN 3-426-70149-9 8. Das Jenseitstor ISBN 3-426-70150-2 9. Das Blut der Wölfe ISBN 3-426-70151-0 10. Der Bann des Barden ISBN 3-426-70180-4 11. Im Land des Greifs ISBN 3-426-70181-2 12. Der Herr der Schatten ISBN 3-426-70182-0 |